# Anisoceras
Az Anisoceras a fejlábúak (Cephalopoda) osztályának fosszilis Ammonitida rendjébe, ezen belül az Anisoceratidae családjába tartozó nem.

## Tudnivalók
Az Anisoceras-fajok a kora kréta kor végétől, azaz az albai nevű korszaktól, egészen a késő kréta kor első felén keresztül, vagyis a coniaci korszak végéig léteztek, azaz 109-85,8 millió évvel ezelőtt.
Maradványaikat a következő országokban találták meg: Amerikai Egyesült Államok, (Arizona, Kalifornia, Colorado, Új-Mexikó, Texas és Wyoming), Angola, Ausztrália, Belgium, Dél-afrikai Köztársaság, Egyesült Királyság, Franciaország, Japán, Kanada (Brit Columbia), Madagaszkár, Mexikó, Mozambik, Németország, Nigéria, Olaszország, Örményország, Pakisztán, Spanyolország, Svájc és Ukrajna.
Az Anisocerasok a heteromorf ammoniták egyik csoportja. A korai fejlődési szakaszban a héj nagyjából egy nyitott térbeli spirált alkot, ami a kifejlett egyednél egy vagy két egyenes kamrában végződik. Alsó és felső oldalának felszínén kiemelkedő, lekerekített dudorok sorakoznak, amiket hosszú, görbült bordák kötnek össze. Lehetséges, hogy a dudorok hosszú, éles tüskék kiindulópontjai voltak.
A hosszuk körülbelül 25 centiméter volt.

## Rendszerezés
A nembe az alábbi 8 faj tartozik:
- Anisoceras armatum Sowerby, 1817
- Anisoceras charlottense Anderson, 1958
- Anisoceras perarmatum Pictet & Campiche, 1861
- Anisoceras plicatilis Sowerby, 1819
- Anisoceras pseudoelegans Pictet & Campiche, 1861
- Anisoceras raynaudi Boule et al., 1907
- Anisoceras reidi Wright, 1979
- Anisoceras saussureanus Pictet, 1847 - típusfaj

### Fordítás
- Ez a szócikk részben vagy egészben  az   Anisoceras című angol Wikipédia-szócikk ezen változatának fordításán alapul.  Az eredeti cikk szerkesztőit annak laptörténete sorolja fel. Ez a jelzés csupán a megfogalmazás eredetét és a szerzői jogokat jelzi, nem szolgál a cikkben szereplő információk forrásmegjelöléseként.